# خلل التآزر
هو خلل أو غياب التنسيق بين الأعضاء والعضلات والأطراف أو المفاصل ، مما يؤدي إلى فقدان الحركة أو السرعة. من المرجح أن يحدث أثناء الحركات المعقدة ، حيث هناك حاجة إلى العديد من تقلصات العضلات الفردية للعمل في انسجام.. قد يكون سببه اضطرابات المخيخ.. في الحالات الشديدة منه تكون النتيجة في المريض هي تحلل الحركة.. من أجل إكمال أبسط المهام ، يحتاج الشخص إلى تنفيذها باستخدام جميع الحركات الفردية